# Núi Thanh Thành
Núi Thanh Thành (tiếng Trung: 青城山; bính âm: Qīngchéng Shān) là một ngọn núi nằm ở thành phố Đô Giang Yển, Tứ Xuyên, Trung Quốc. Nó nằm cách thành phố Thành Đô 68 km về phía đông, và cách công trình thủy lợi Đô Giang Yển 10 km về phía tây nam. Đỉnh chính của nó là Đỉnh Lão Tiêu cao 1600 mét so với mực nước biển. Núi Thanh Thành là một trong những ngọn núi nổi tiếng nhất Tứ Xuyên với danh tiếng giống như Kiếm Môn ở Nga Mi Sơn, hay Quỳ Môn ở Trùng Khánh, nó được mệnh danh là "Thanh Thành thiên hạ u". Đây là ngọn núi lịch sử của Trung Quốc, một địa điểm danh lam thắng cảnh cấp quốc gia, Di sản thế giới của UNESCO cùng với Công trình thủy lợi Đô Giang Yển. Thanh Thành là một trong những cái nôi của Đạo giáo và là một trong những trung tâm Đạo giáo quan trọng nhất tại Trung Quốc. Ngọn núi từng bị ảnh hưởng bởi Động đất Tứ Xuyên 2008.

## Mô tả
Năm 142 CE, Trương Lăng thành lập học thuyết của Đạo giáo ở núi Thanh Thành, và trong năm sau ông đã lên tu hành tại đây. Trong suốt những năm từ năm 265 đến năm 420, núi Thanh Thành trở thành trung tâm giáo lý Đạo giáo được phổ biến rộng rãi khắp Trung Quốc, đỉnh cao là triều đại nhà Đường, từ núi Thanh Thành, các nhân vật quan trọng nhất trong tư tưởng và khoa học Trung Quốc đều núi Thanh Thành trong giai đoạn này.
Giai đoạn khó khăn nhất của đạo giáo rơi vào cuối triều đại nhà Minh, và khôi phục vào đầu nhà Thanh vào thế kỷ 17. Từ đó, núi Thanh Thành trở thành như là vai trò của nó như là trung tâm trí tuệ và tinh thần của Đạo giáo, mà nó đã giữ lại cho đến ngày nay. Các tòa nhà Đạo giáo chính trên núi Thanh Thành hiện nay bao gồm Kiến Phúc cung, Lão Quân các, Viên Minh cung, Thượng Thanh cung, hang động Thiên Sư.
Một số địa điểm đáng chú ý khác tại đây bao gồm:
- Thị trấn cổ Thái An: Là nơi có nhiều nhà hàng, khách sạn với những khu phố cổ cho khách du lịch nghỉ ngơi.
- Ngũ Long Câu: Là một lạch nước cổ dài khoảng 8 km với tên gọi lấy từ truyền thuyết về năm con rồng xuất hiện tại đây. Đây là nơi có khung cảnh tuyệt đẹp với Thanh Thành Hậu Sơn
- Tuyến cáp treo Bạch Vân từ một ngôi làng khác đến Bạch Vân cổ trại.
- Hồ Thúy Ánh: Là hồ nước nằm tại Bạch Vân cổ trại.

Ngoài ra, đây cũng là nơi có Trung tâm Gấu trúc lớn Đô Giang Yển cũng là một phần của Di sản thế giới Khu bảo tồn Gấu Trúc Lớn tại Tứ Xuyên được UNESCO công nhận vào năm 2006.

## Tiêu chí
- Tiêu chí (ii): Các hệ thống thủy lợi Đô Giang Yển, bắt đầu vào thế kỷ thứ 2 trước Công nguyên, là một bước ngoặt lớn trong sự phát triển của quản lý nước và công nghệ, và vẫn còn chức năng của mình một cách hoàn hảo.

- Tiêu chí (iv): Các tiến bộ to lớn trong khoa học và công nghệ đạt được trong Trung Quốc cổ đại được minh họa bằng đồ họa hệ thống thủy lợi Đô Giang Yển.

- Tiêu chí (vi): Các ngôi đền của núi Thanh Thành được liên kết chặt chẽ với nền tảng của Đạo giáo, một trong những tôn giáo có ảnh hưởng nhất của khu vực Đông Á trong thời gian dài của lịch sử.

## Hình ảnh

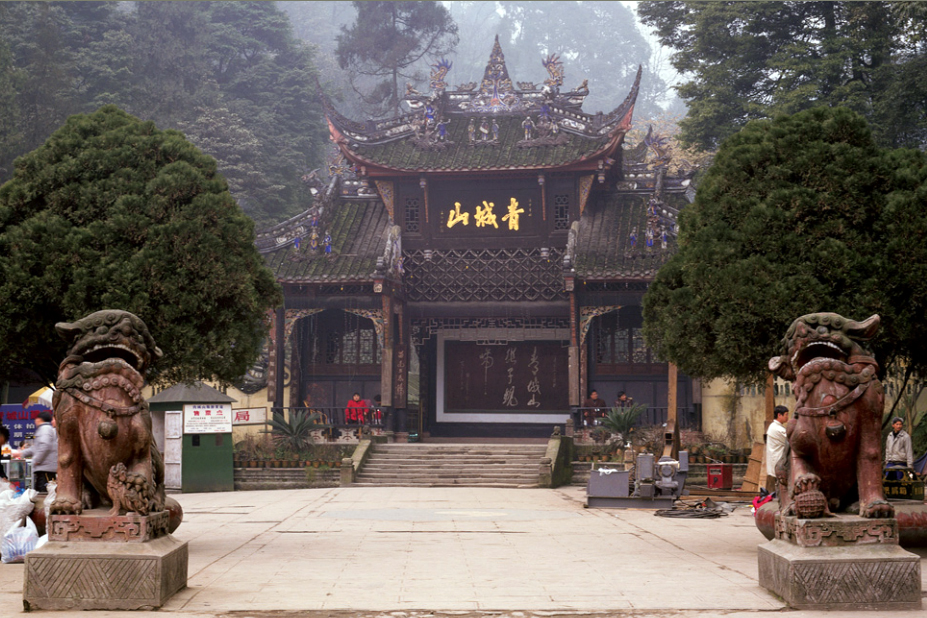
Cổng trước của núi Thanh Thành
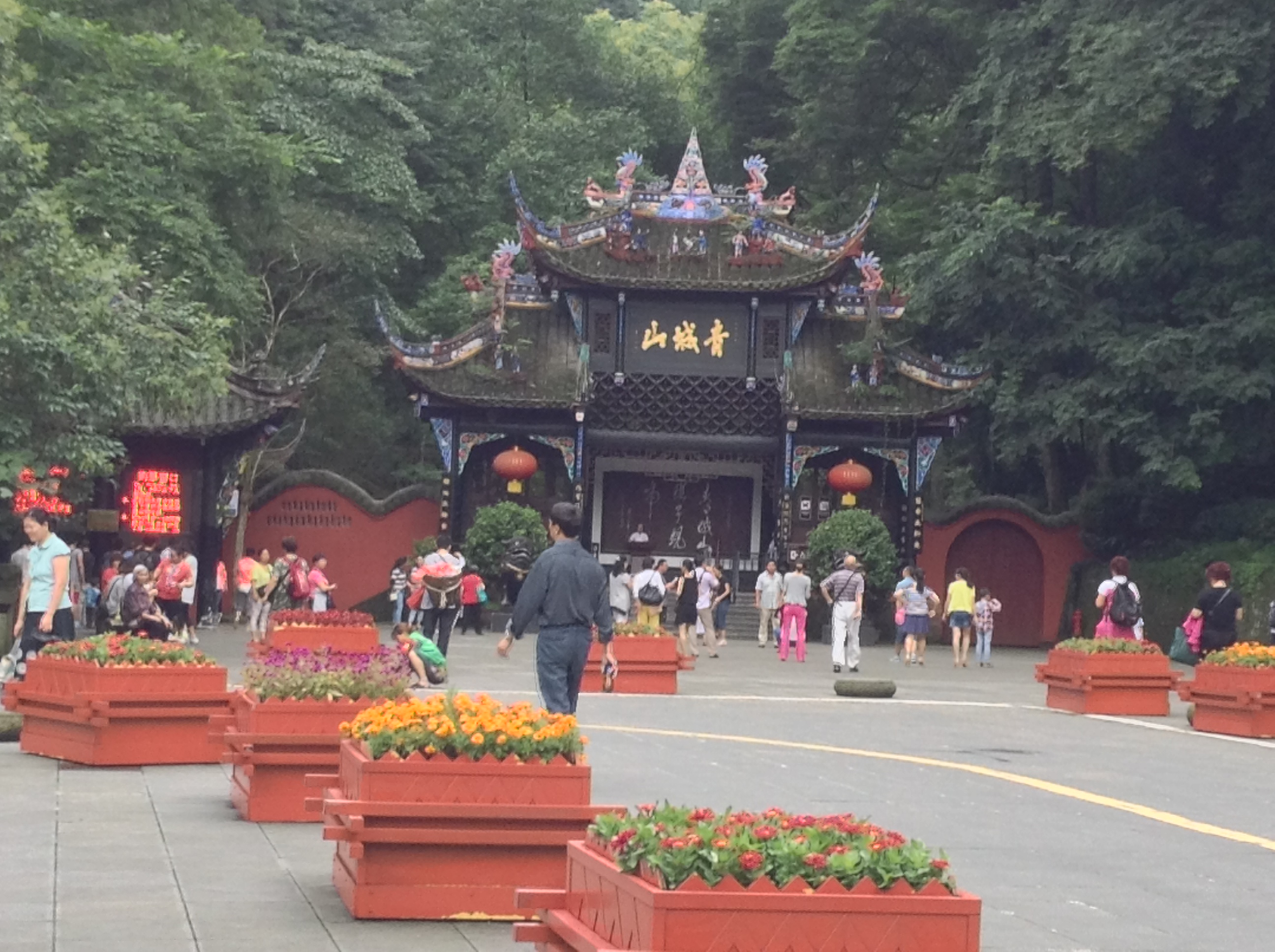
Cổng trước của núi Thanh Thành
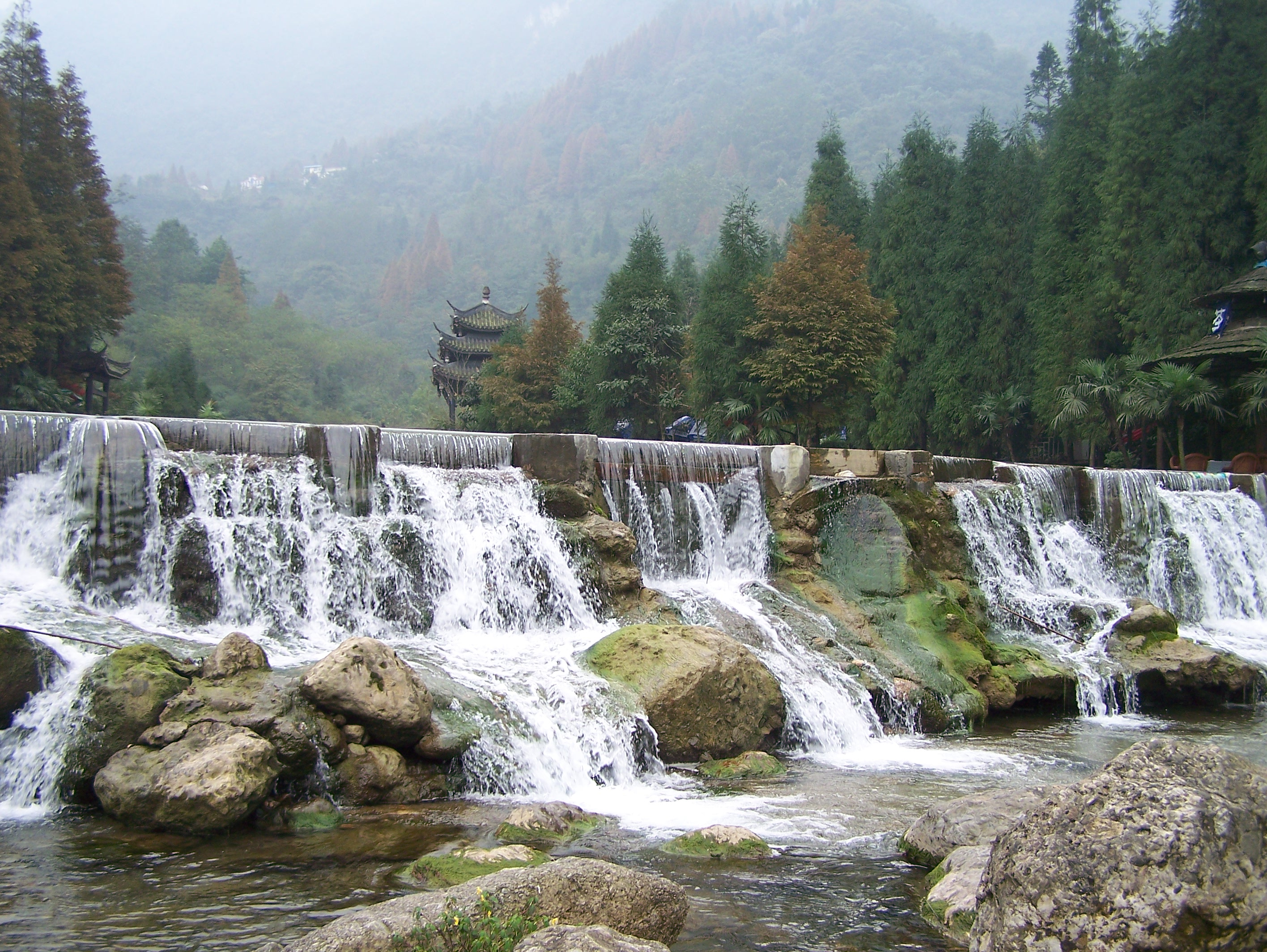
Thác nước
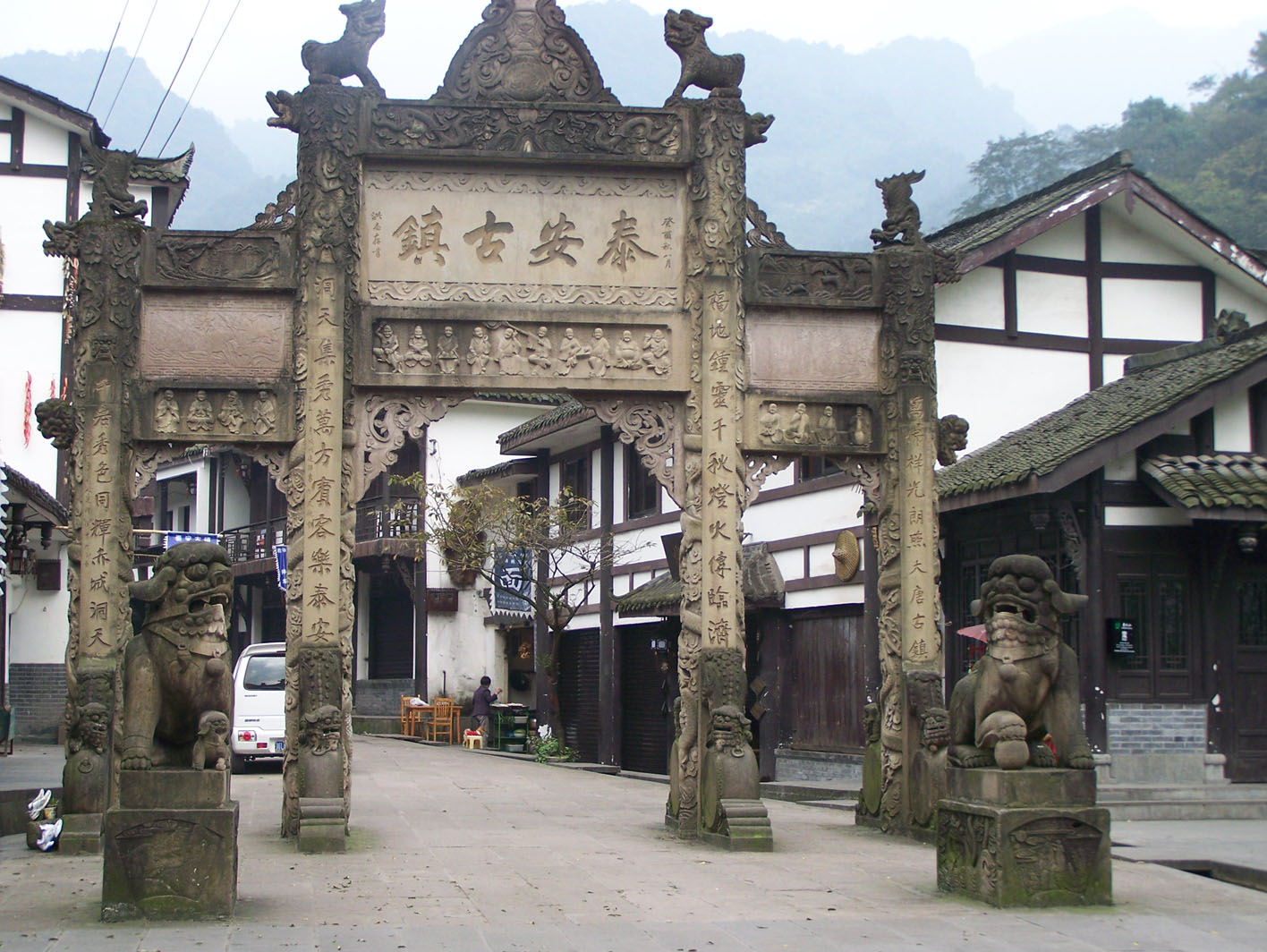
Thị trấn cổ Thái An nằm dưới chân núi Thanh Thành